# Gunnar Söderman
Alfred Gunnar Söderman, född 13 juni 1900 i Ornö socken, Stockholms län, död 1974 i Skärmarboda, Nora, var en svensk målare, tecknare och skulptör.
Han var son till Erik Johan Albert Söderman och Anna Lovisa Pettersson och från 1945 gift med Karin Lindroth. Söderman föddes vid Bruket på Ornö och hans farfars far hade byggt upp torpet på Hansten. 1910 flyttade familjen till Mefjärd och därifrån 1924 till Aspön. Söderman som härstammade från en gammal fiskar- och båtbyggarsläkt studerade konst vid Althins målarskola i Stockholm 1918–1920 och vid Kungliga konsthögskolan 1924–1930 samt vid Académie Ranson i Paris 1952. Därefter genomförde han studieresor till Spanien, Frankrike och Italien där han ett flertal gånger vistades på San Michele. Separat ställde han ut i Ervalla, Örebro, Lindesberg och Nora. Tillsammans med Soldanella Oyler ställde han ut i Karlskoga 1961 och han medverkade i samlingsutställningarna Länets konst på Örebro läns museum och Örebro läns konstnärsklubbs utställningar. För Ornö kyrka utförde han en dopfunt samt altartavlan Jesus stillar stormen. Hans konst består av landskapsskildringar från Bergslagen, Frankrike, Italien och kusten vid Ornö i Stockholms skärgård samt porträtt och genrescener med lekande barn. Söderman är representerad vid Örebro läns museum, Gustav VI Adolfs samling, Institut Tessin samt med porträtt i Lillkyrka och Ödeby kyrkor.